# Seven de Sudáfrica 2023
El Seven de Sudáfrica 2023 fue el segundo torneo de la Serie Mundial de Rugby 7, temporada 2023-24. Se realizó en las modalidades femenina y masculina. Se disputó en la instalaciones del Estadio Municipal de Ciudad del Cabo. Los equipos campeones fueron Australia en mujeres y Argentina en varones.

## Formato
Se disputa según el formato establecido para la competencia olímpica, con algunas modificaciones.
- Etapa de grupos. En cada torneo se conforman tres grupos (pools) de cuatro equipos cada uno, todos contra todos. Los grupos se conforman de acuerdo a la posición de cada equipo en el torneo anterior: Grupo A (1, 6, 7, 12); Grupo B (2, 5, 8, 10); Grupo C (3, 4, 9, 11). A diferencia del formato olímpico, en esta etapa no hay empate y, de ser necesario, cada partido debe definirse por el sistema de "primera diferencia". El equipo ganador obtiene tres puntos y el que pierde ninguno, pero a diferencia del formato olímpico, en esta etapa se concede un punto bonus al equipo que pierda por siete puntos o menos.
- Etapa eliminatoria (knockout).
  - Cuartos de final. Los dos primeros equipos de cada grupo y los dos mejores terceros, clasifican a los cuartos de final de la copa. Las llaves se forman siguiendo el siguiente criterio: A1 vs 8; C2 vs B2; C1 vs A2; B1 vs 7.
  - Noveno lugar. Los cuatro restantes equipos de cada grupo disputan el noveno lugar mediante semifinales y final.
  - Quinto y séptimo. Los dos "mejores" perdedores en cuartos de final disputan el quinto lugar, mientras que los otros dos disputan el séptimo lugar.
  - Semifinales y final. Los equipos ganadores en los cuartos de final de la etapa eliminatoria, disputan las semifinales y los que resulten ganadores en esa instancia disputan la final.

## Competencia femenina
- Grupo A: Australia (9), Fiyi (6), Japón (3), España (0).
- Grupo B: Nueva Zelanda (9), Gran Bretaña (6), Irlanda (4), Brasil (0).
- Grupo C: Francia (9), Estados Unidos (6), Canadá (5), Sudáfrica (0).

Clasifican los dos primeros de cada grupo y los dos mejores terceros.
|  | Cuartos de final | Cuartos de final | Cuartos de final |               |                | Semifinales    | Semifinales | Semifinales |                |                | Final         | Final         | Final |  |
|  |                  |                  |                  |               |                |                |             |             |                |                |               |               |       |  |
|  |                  |                  |                  |               |                |                |             |             |                |                |               |               |       |  |
|  | B2               | Gran Bretaña     | 12               |               |                |                |             |             |                |                |               |               |       |  |
|  | B2               | Gran Bretaña     | 12               |               |                |                |             |             |                |                |               |               |       |  |
|  | C2               | Estados Unidos   | 19               |               |                |                |             |             |                |                |               |               |       |  |
|  | C2               | Estados Unidos   | 19               |               | Estados Unidos | Estados Unidos | 5           |             |                |                |               |               |       |  |
|  |                  |                  |                  |               | Estados Unidos | Estados Unidos | 5           |             |                |                |               |               |       |  |
|  |                  |                  | Australia        | Australia     | 33             |                |             |             |                |                |               |               |       |  |
|  | A1               | Australia        | Australia        | Australia     | 33             | 24             |             |             |                |                |               |               |       |  |
|  | A1               | Australia        |                  |               |                |                |             |             |                |                |               |               |       |  |
|  | 8                | Irlanda          | 14               |               |                |                |             |             |                |                |               |               |       |  |
|  | 8                | Irlanda          | 14               |               |                |                |             |             |                | Australia      | Australia     | 29            |       |  |
|  |                  |                  |                  |               |                |                |             |             |                | Australia      | Australia     | 29            |       |  |
|  |                  |                  | Francia          | Francia       | 26             |                |             |             |                |                |               |               |       |  |
|  | C1               | Francia          | Francia          | Francia       | 26             | 19             |             |             |                |                |               |               |       |  |
|  | C1               | Francia          |                  |               |                |                |             |             |                |                |               |               |       |  |
|  | A2               | Fiyi             | 17               |               |                |                |             |             |                |                |               |               |       |  |
|  | A2               | Fiyi             | 17               |               | Francia        | Francia        | 24          |             |                | Tercer lugar   | Tercer lugar  | Tercer lugar  |       |  |
|  |                  |                  |                  |               | Francia        | Francia        | 24          |             |                | Tercer lugar   | Tercer lugar  | Tercer lugar  |       |  |
|  |                  |                  | Nueva Zelanda    | Nueva Zelanda | 12             |                |             |             |                |                |               |               |       |  |
|  | B1               | Nueva Zelanda    | Nueva Zelanda    | Nueva Zelanda | 12             | 41             |             |             | Estados Unidos | Estados Unidos | 7             |               |       |  |
|  | B1               | Nueva Zelanda    |                  |               |                |                |             |             | Estados Unidos | Estados Unidos | 7             |               |       |  |
|  | 7                | Canadá           | 0                |               |                |                |             |             |                |                | Nueva Zelanda | Nueva Zelanda | 19    |  |
|  | 7                | Canadá           | 0                |               |                |                |             |             |                |                | Nueva Zelanda | Nueva Zelanda | 19    |  |
|  |                  |                  |                  |               |                |                |             |             |                |                |               |               |       |  |

- Partido por el quinto puesto: Fiyi venció a Canadá
- Partido por el séptimo puesto: Irlanda venció a Gran Bretaña
- Partido por el noveno puesto: Brasil venció a Japón
- Partido por el undécimo puesto: España venció a Sudáfrica.

### Tabla general femenina al finalizar el torneo
1. Australia (40)
2. Nueva Zelanda (34)
3. Francia (34)
4. Canadá (24)
5. Fiyi (24)
6. Estados Unidos (22)
7. Irlanda (18)
8. Brasil (10)
9. Gran Bretaña (8)
10. Japón (7)
11. Sudáfrica (4)
12. España (3)

## Competencia masculina
- Grupo A: Irlanda (9), Sudáfrica (7), Gran Bretaña (4), Estados Unidos (1).
- Grupo B: Fiyi (7), Argentina (7), Francia (6), España (1).
- Grupo C: Australia (6), Canadá (6), Nueva Zelanda (4), Samoa (3).

Clasifican los dos primeros de cada grupo y los dos mejores terceros.
|  | Cuartos de final | Cuartos de final | Cuartos de final |           |           | Semifinales | Semifinales | Semifinales |         |              | Final        | Final        | Final |  |
|  |                  |                  |                  |           |           |             |             |             |         |              |              |              |       |  |
|  |                  |                  |                  |           |           |             |             |             |         |              |              |              |       |  |
|  | B2               | Argentina        | 33               |           |           |             |             |             |         |              |              |              |       |  |
|  | B2               | Argentina        | 33               |           |           |             |             |             |         |              |              |              |       |  |
|  | C2               | Canadá           | 0                |           |           |             |             |             |         |              |              |              |       |  |
|  | C2               | Canadá           | 0                |           | Argentina | Argentina   | 26          |             |         |              |              |              |       |  |
|  |                  |                  |                  |           | Argentina | Argentina   | 26          |             |         |              |              |              |       |  |
|  |                  |                  | Irlanda          | Irlanda   | 19        |             |             |             |         |              |              |              |       |  |
|  | A1               | Irlanda          | Irlanda          | Irlanda   | 19        | 36          |             |             |         |              |              |              |       |  |
|  | A1               | Irlanda          |                  |           |           |             |             |             |         |              |              |              |       |  |
|  | 8                | Nueva Zelanda    | 21               |           |           |             |             |             |         |              |              |              |       |  |
|  | 8                | Nueva Zelanda    | 21               |           |           |             |             |             |         | Argentina    | Argentina    | 45           |       |  |
|  |                  |                  |                  |           |           |             |             |             |         | Argentina    | Argentina    | 45           |       |  |
|  |                  |                  | Australia        | Australia | 12        |             |             |             |         |              |              |              |       |  |
|  | C1               | Australia        | Australia        | Australia | 12        | 28          |             |             |         |              |              |              |       |  |
|  | C1               | Australia        |                  |           |           |             |             |             |         |              |              |              |       |  |
|  | A2               | Sudáfrica        | 0                |           |           |             |             |             |         |              |              |              |       |  |
|  | A2               | Sudáfrica        | 0                |           | Australia | Australia   | 24          |             |         | Tercer lugar | Tercer lugar | Tercer lugar |       |  |
|  |                  |                  |                  |           | Australia | Australia   | 24          |             |         | Tercer lugar | Tercer lugar | Tercer lugar |       |  |
|  |                  |                  | Fiyi             | Fiyi      | 7         |             |             |             |         |              |              |              |       |  |
|  | B1               | Fiyi             | Fiyi             | Fiyi      | 7         | 29          |             |             | Irlanda | Irlanda      | 7            |              |       |  |
|  | B1               | Fiyi             |                  |           |           |             |             |             | Irlanda | Irlanda      | 7            |              |       |  |
|  | 7                | Francia          | 24               |           |           |             |             |             |         |              | Fiyi         | Fiyi         | 14    |  |
|  | 7                | Francia          | 24               |           |           |             |             |             |         |              | Fiyi         | Fiyi         | 14    |  |
|  |                  |                  |                  |           |           |             |             |             |         |              |              |              |       |  |

- Partido por el quinto puesto: Nueva Zelanda venció a Sudáfrica
- Partido por el séptimo puesto: Canadá venció a Francia
- Partido por el noveno puesto: Gran Bretaña venció a España
- Partido por el undécimo puesto: Estados Unidos venció a Samoa.

### Tabla general masculina al finalizar el torneo
1. Argentina (38)
2. Sudáfrica (30)
3. Fiyi (30)
4. Nueva Zelanda (28)
5. Australia (26)
6. Irlanda (26)
7. Samoa (11)
8. Francia (10)
9. Estados Unidos (8)
10. Canadá (9)
11. Gran Bretaña (7)
12. España (5)